# Сангареди (город)
Сангареди (фр. Sangarédi) — город на северо-западе Гвинеи, в провинции Боке.

## География
Расположен в 61 км к северо-востоку от административного центра провинции, города Боке, на высоте 139 м над уровнем моря. Ближайший аэропорт располагается в Боке.
На юго-восточной окраине города расположено активно разрабатываемое крупнейшее в мире бокситное месторождение Сангареди бокситоносной провинции Джалон Мандинго. Имеется железная дорога.

## Население
По данным на 2013 год численность населения города составляла 99 193 человека.
Динамика численности населения города по годам:
| 1996   | 2013   |
| ------ | ------ |
| 19 460 | 20 192 |